# 4397 Jalopez
4397 Jalopez este un asteroid din centura principală, descoperit pe 9 mai 1981 de Felix Aguilar Obs..